# Trévron
 Trévron (en bretó Treveron, gal·ló Terveron) és un municipi francès, situat a la regió de Bretanya, al departament de Costes del Nord. L'any 2005 tenia 642 habitants.

## Demografia
| 1962                                       | 1968 | 1975 | 1982 | 1990 | 1999 |
| ------------------------------------------ | ---- | ---- | ---- | ---- | ---- |
| 602                                        | 614  | 565  | 594  | 679  | 664  |
| Des de 1962: població sense dobles comptes |      |      |      |      |      |

## Administració
| Període   | Identitat         | Partit |
| --------- | ----------------- | ------ |
| 1983-2008 | Didier Voisin     |        |
| 2008-     | Francis Guerzider |        |